# Weser-Bahn
| Kursbuchstrecke (DB): | 372                                |                            |                      |
| Streckenlänge: | 110 km                             |                            |                      |
| Streckengeschwindigkeit: | 120 km/h                           |                            |                      |
| |                                    |                            |                      |
| Bundesländer: | Nordrhein-Westfalen, Niedersachsen |                            |                      |
| Verkehrsunternehmen: | Regionalverkehre Start Deutschland |                            |                      |
| Zuglauf |                                    |                            |                      |
| \| \| \| Herford \| IC, RE, RB \| \| \| 0 \| Bünde (Westf) ⊙ (bis 2023) \| IC, RE, RB \| \| \| 5 \| Kirchlengern (bis 2023) \| RE, RB \| \| \| \| \| \| \| \| 10 \| Löhne (Westf) ⊙ \| RE \| \| \| 16 \| Bad Oeynhausen Süd ⊙ \| \| \| \| 22 \| Vlotho ⊙ \| Vlotho ⊙ \| \| \| 29 \| Rinteln \| Rinteln \| \| \| 51 \| Hessisch Oldendorf \| Hessisch Oldendorf \| \| \| 63 \| Hameln ⊙ \| Hameln ⊙ \| \| \| 75 \| Coppenbrügge \| Coppenbrügge \| \| \| 78 \| Marienau (seit 2024) \| Marienau (seit 2024) \| \| \| 79 \| Voldagsen (bis 2024) \| Voldagsen (bis 2024) \| \| \| 83 \| Osterwald \| Osterwald \| \| \| 92 \| Elze (Han) \| IC, RE \| \| \| 98 \| Nordstemmen \| RE \| \| \| 104 \| Emmerke \| Emmerke \| \| \| 110 \| Hildesheim Hbf ⊙ \| ICE, RE \| |                                    |                            |                      |
| Kopfbahnhof Streckenanfang |                                    | Herford                    | IC, RE, RB           |
| Strecke · Kopfbahnhof Streckenanfang (Strecke außer Betrieb) | 0                                  | Bünde (Westf) ⊙ (bis 2023) | IC, RE, RB           |
| Strecke · Bahnhof (Strecke außer Betrieb) | 5                                  | Kirchlengern (bis 2023)    | RE, RB               |
| Verschwenkung von rechts und ehemals von links |                                    |                            |                      |
| Bahnhof | 10                                 | Löhne (Westf) ⊙            | RE                   |
| Bahnhof | 16                                 | Bad Oeynhausen Süd ⊙       |                      |
| Bahnhof | 22                                 | Vlotho ⊙                   | Vlotho ⊙             |
| Bahnhof | 29                                 | Rinteln                    | Rinteln              |
| Bahnhof | 51                                 | Hessisch Oldendorf         | Hessisch Oldendorf   |
| Bahnhof mit S-Bahn-Halt | 63                                 | Hameln ⊙                   | Hameln ⊙             |
| Bahnhof | 75                                 | Coppenbrügge               | Coppenbrügge         |
| Bahnhof | 78                                 | Marienau (seit 2024)       | Marienau (seit 2024) |
| ehemaliger Bahnhof | 79                                 | Voldagsen (bis 2024)       | Voldagsen (bis 2024) |
| Bahnhof | 83                                 | Osterwald                  | Osterwald            |
| Bahnhof | 92                                 | Elze (Han)                 | IC, RE               |
| Bahnhof | 98                                 | Nordstemmen                | RE                   |
| Bahnhof mit S-Bahn-Halt | 104                                | Emmerke                    | Emmerke              |
| | 110                                | Hildesheim Hbf ⊙           | ICE, RE              |

Die Weser-Bahn ist ein Regionalbahnlinie in Nordrhein-Westfalen und Niedersachsen von Herford über Löhne, Rinteln, Hameln und Elze nach Hildesheim. Sie trägt die Liniennummer RB 77.

## Verlauf
Die Weser-Bahn befährt insgesamt vier verschiedene Eisenbahnstrecken:
- Die Weser-Bahn nutzt zwischen Herford und Bünde die Bahnstrecke Minden–Hamm.
- In Löhne wechselt die Weser-Bahn auf die Bahnstrecke Elze–Löhne, die sie in kompletter Länge nutzt.
- Von Elze bis Nordstemmen befährt die Weser-Bahn die Hannöversche Südbahn.
- Der letzte Abschnitt des Zuglaufs bis Hildesheim führt über die Bahnstrecke Lehrte–Nordstemmen.

## Angebot
Bis Dezember 2003 wurde die „Weser-Bahn“ von der Deutschen Bahn AG mit Dieseltriebwagen der Baureihe 628 bedient.
2002 wurde das Angebot für die Regionalbahn RB 77 auf acht Jahre hin öffentlich ausgeschrieben. Dieses konnte die eurobahn, eine Niederlassung der Keolis-Gruppe (Keolis Deutschland GmbH & Co. KG, Berlin) mit Sitz in Bielefeld, gegen fünf andere Bieter für sich entscheiden und übernahm die Linie ab Dezember 2003. Zum Fahrplanwechsel 2007 wurde ein neuer Fahrplan vorgestellt, in dem die teilweise sehr langen Standzeiten reduziert wurden, wodurch die Fahrtzeit von Löhne nach Hildesheim um eine halbe Stunde verkürzt wurde. Umstiegsmöglichkeiten in Richtung Hannover bestehen seitdem am Bahnhof Elze und in Richtung Bielefeld weiterhin am Bahnhof Löhne (Westf).
Ab Dezember 2011 wurden die Leistungen nach einer erneuten, dieses Mal zehnjährigen Ausschreibung von der NordWestBahn übernommen. Eingesetzt wurden zweiteilige Dieseltriebwagen des Types „LINT 41“ der Firma Alstom, eingestellt als Baureihe 648. Die NordWestBahn entfernte die integrierten Fahrkartenautomaten aus den Zügen und stellte dafür an den Bahnhöfen, an denen es bislang keine Automaten gab, eigene Automaten auf.
Für den Betrieb ab Dezember 2021 wurde das Netz Weser- und Lammetalbahn mit dem bisher von Erixx betrieben Netz Heidekeuz (Heidebahn/Amerikalinie) zum Dieselnetz Niedersachsen-Mitte vereint und ausgeschrieben. Diese Ausschreibung gewann im September 2020 zunächst die DB Regio. Im November 2020 wurde bekanntgegeben, dass das Netz an Regionalverkehre Start Deutschland übertragen wird, die den Betrieb im Dezember 2021 aufgenommen hat.
Die bisher von der NordWestBahn eingesetzten Dieseltriebwagen des Typs LINT 41 (Baureihe 648) wurden übernommen und werden weiter eingesetzt.
Im Fahrplanjahr 2023 fuhren Montag bis Freitag die Züge überwiegend nach Bünde. In den Abendstunden und vereinzelt tagsüber begannen bzw. endeten die Züge bereits in Löhne. Am Wochenende verkehrte die Linie dagegen stündlich nach Herford.
Mit dem Fahrplanwechsel im Dezember 2023 wurde das Fernzugangebot zwischen dem Ruhrgebiet sowie zwischen Amsterdam und Berlin deutlich verändert. Dem folgt, dass in Löhne die Linie RB 77 keinen kurzen Anschluss Richtung Bielefeld hat. Daher fahren die Züge der Linie RB 77 seit Dezember 2023 auch unter der Woche nicht mehr nach Bünde, sondern nach Herford, wo sie in den Taktknoten mit Anschlüssen nach Bielefeld, Paderborn und Hengelo eingebunden wird.
Im Betrieb werden die Züge der Weser-Bahn in Hildesheim über die Lammetalbahn nach Bodenburg durchgebunden.

## Tarife
Bei der „Weser-Bahn“ sind mehrere Tarifbereiche zu unterscheiden, die sich teilweise überschneiden. Es können folgende Tarife genutzt werden:
- zwischen Herford und Rinteln gilt der Westfalentarif.
- zwischen Hessisch Oldendorf und Hildesheim sowie auf der Lammetalbahn bis Bodenburg der Regionaltarif des Großraum-Verkehr Hannover GVH (nur für Zeitkarte, Fahrten müssen mindestens einen Bahnhof im Außenringbereich des GVH einschließen),
- für alle nicht in die Verbundbereiche eingeschlossenen Verbindungen der Nahverkehrstarif der Deutschen Bahn AG bzw. der NRW-Tarif. Das Niedersachsen-Ticket ist auf der kompletten Weserbahn zwischen Bünde und Hildesheim gültig.

Angrenzende Bustarifbereiche:
- zwischen Elze und Rinteln das Weserbahn-Kombiticket des Nahverkehrs Hameln-Pyrmont,
- zwischen Elze und Hildesheim Hbf der Tarif des Regionalverkehrs Hildesheim (RVHI).